# Salon d’Automne

Katalog des Salon d’Automne, 1904

Der Salon d’Automne ist eine durch die Société du Salon d’Automne seit 1903 jährlich veranstaltete Kunstausstellung. Wenn der Salon des Indépendants im Frühjahr eröffnet wird und im allgemeinen Atelierwerke zeigt, die während des Winters entstanden waren, so beginnt der neue Salon, wie sein Name sagt, im Herbst, so dass die Künstler ihre im Laufe des Sommers im Freien geschaffenen Werke zeigen können. Im Gegensatz zum ersteren, der sich auf Malerei und Plastik beschränkt, gewährt der Herbstsalon noch der Architektur, der Musik, der Literatur und selbst dem Dekorativen Raum, steht aber auch großzügig ausländischen Künstlern offen.
Die Société ist eine im Jahre 1903 durch den Architekten Frantz Jourdain und unter Mitwirkung von Georges Rouault, Albert Marquet und Édouard Vuillard, neben den älteren Odilon Redon, Paul Cézanne, Eugène Carrière und Auguste Renoir – die letzteren beiden standen als Ehrenpräsidenten vor – gegründete Organisation. Sie war eine Reaktion auf die konservative Politik des offiziellen Salon de Paris.

## Geschichte

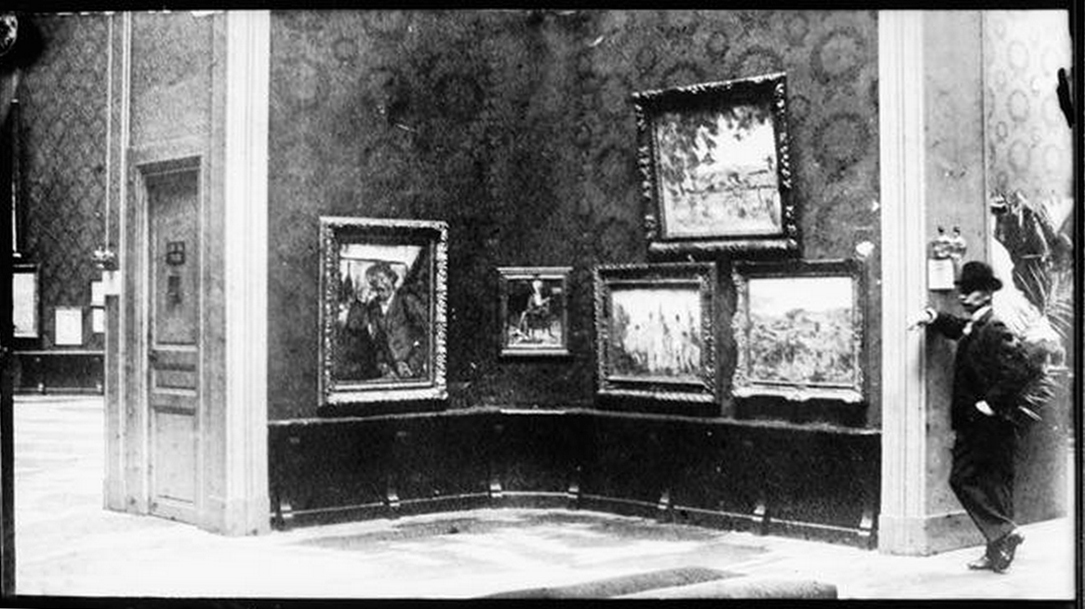
Salon d'Automne 1904, fotografiert von Ambroise Vollard, Salle Cézanne (Victor Choquet, Baigneuses etc.)

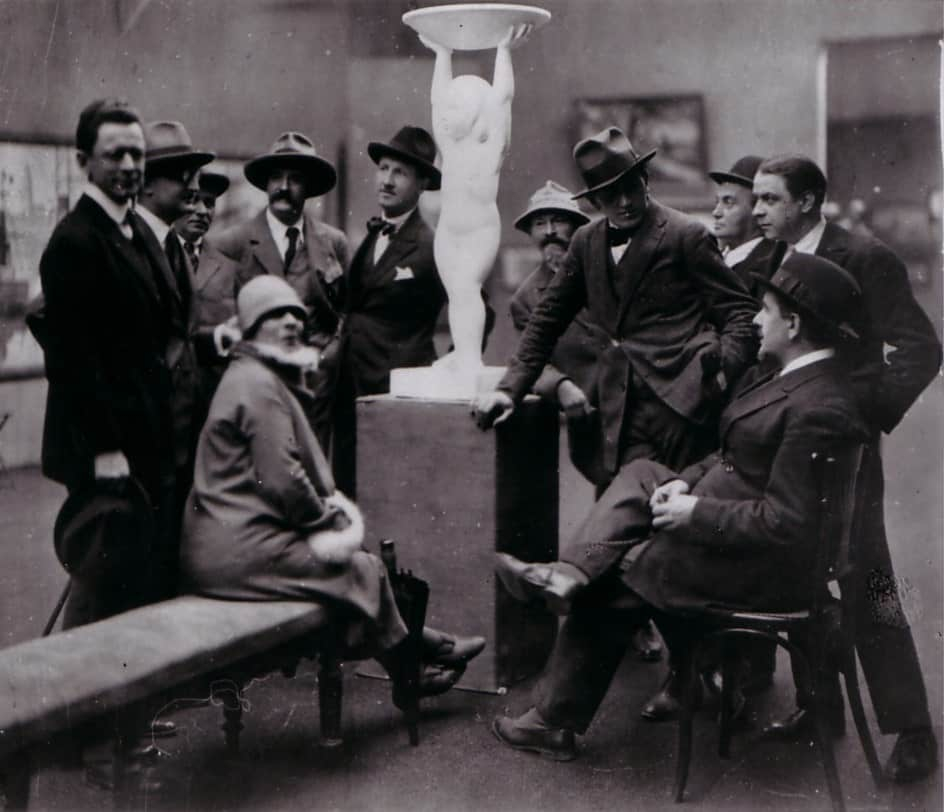
Ausstellung des Salon d’Automne in Paris, 1905

Die erste Ausstellung des Salons fand im Jahr 1903 im Petit Palais statt, ab 1904 bis in die Gegenwart wird die Kunstausstellung jährlich im Oktober oder im November im Pariser Grand Palais ausgerichtet, mit dem Ziel, alle Tendenzen der modernen Malerei zu zeigen. Die Jahre 1937 und 1940 bilden Ausnahmen, aufgrund der Pariser Weltausstellung wurden die Ausstellungen 1937 an der Esplanade des Invalides im Pavillon des Salons und 1940 im Palais de Chaillot abgehalten.
Berühmt wurde der Pariser Herbstsalon vor allem durch die Ausstellung des Jahres 1905, in der Werke von Henri Matisse und seinen Freunden in Saal VII gezeigt wurden und der Begriff Fauvismus entstand. Im Jahr 1907 fanden Paul Cézannes Retrospektive und Paul Gauguins Gedächtnisausstellung statt. 1911 stellte Guillaume Apollinaire unter anderem Robert Delaunay, Albert Gleizes, Jean Metzinger und Fernand Léger vor. Nach dem Ersten Weltkrieg wurde der Salon d’Automne dominiert von den Werken der Maler aus dem Künstlerviertel Montparnasse wie Marc Chagall, Amedeo Modigliani und Georges Braque. Das bisher größte Gemälde der Ausstellung von 1927, La cueillette des amandes, stammte von Georges Gimel.
Bis in die 1950er Jahre war der Salon wichtiger Ausstellungsort für avantgardistische Kunst, verlor dann aber an Bedeutung gegenüber der Biennale  de Paris (gegründet 1959) oder dem Salon de la Jeune Peinture, der 2023 allerdings aufgrund von Führungsproblemen und Vorwürfen im Umgang mit Künstlern in eine Krise geriet.
Heute organisiert der Salon in Paris eine jährlich Veranstaltung, bei der mehrere hundert Kunstwerke präsentiert werden. Die Teilnahme ist für die Künstler kostenpflichtig.

## Mitgliederliste des Salon d’Automne (Auswahl)
- 1903 Paul Cézanne
- 1903 Henri Matisse
- 1904 Othon Friesz
- 1905 Aristide Maillol
- 1905 Kees van Dongen
- 1905 Raymond Duchamp-Villon
- 1905 Rudolf Levy
- 1905 Louis Marcoussis
- 1906 Mina Loy[4]
- 1906 Georges Dufrénoy
- 1906 Constantin Brâncuși
- 1907 Amedeo Modigliani
- 1907 Auguste Herbin
- 1908 André Dunoyer de Segonzac
- 1908 Marie Vassilieff
- 1908 Felix Albrecht Harta
- 1908 Moissey Kogan
- 1908 Martha Stettler
- 1909 Marcel Duchamp
- 1909 Hanns Bolz
- 1910 Amédée Ozenfant
- 1910 Alexander Archipenko
- 1911 Jeanne Rij-Rousseau
- 1911 Jean Metzinger
- 1911 Giorgio de Chirico
- 1912 Wadim Meller
- 1912 Ignaz Beth
- 1912 František Kupka
- 1916 Nina Hamnett
- 1922 Jules-Émile Leleu
- 1922 Paul Welsch
- 1923 Hermine David
- 1923 André Lanskoy
- 1924 André Evard
- 1924 Tsuguharu Foujita
- 1925 Jan und Joël Martel
- 1925 Josef Floch
- 1927 Georges Gimel
- 1927 Eduard Wiiralt
- 1928 Johannes Auerbach
- 1929 Charlotte Perriand
- 1932 André Marchand
- 1932–1938 Moïse Bercovici-Erco
- 1933 Eric Isenburger
- 1938 Paul Basilius Barth
- 1938 Jean Le Moal
- 1940 Lucien Adrion
- 1942 Alfred Manessier
- 1943 Lajos Barta
- 1952 Shungo Sekiguchi
- 1969–1970 Jean Vincent de Crozals[5]
- 1981 Jean Piaubert
- 1981 Hans-Günther Baass